# Hauptarmee
Eine Hauptarmee (jap. 総軍, sōgun) war in der Organisationsstruktur des Kaiserlich Japanischen Heeres der größte, für einen bestimmten Kriegsschauplatz zuständige, Truppenverband. Sie setzte sich aus mehreren Regionalarmeen, Armeen und Divisionen zusammen. Zu Beginn des Pazifikkrieges gab es eine Hauptarmee, am Ende des Krieges waren es sechs. Hauptarmeen entsprachen einer Heeresgruppe oder der alliierten army group.
Die Hauptarmeen unterstanden dem Generalstab.
Kommandiert wurde eine Hauptarmee von einem Feldmarschall (gensui) oder General (taishō). Die Kommandeure der Hauptarmeen wurden am Kaiserhof in Anwesenheit des Tennō, des japanischen Kaisers, in einer eigenen Zeremonie zu Hauptarmeekommandeuren ernannt.

## Gliederung
Hauptarmeen während des Zweiten Japanisch-Chinesischen Krieges und des Pazifikkrieges (Stand 1945)
| Name                                                                                   | Jap. Bezeichnung                   | Aktiv     | Hauptquartier | Operationsgebiet            |
| -------------------------------------------------------------------------------------- | ---------------------------------- | --------- | ------------- | --------------------------- |
| Kwantung-Armee                                                                         | jap. 関東軍 Kantō-gun              | 1906–1945 | Xinjing       | Mandschurei und Korea       |
| China-Expeditionsarmee                                                                 | jap. 支那派遣軍, Shina hakengun    | 1939–1945 | Nanjing       | China                       |
| Südarmee                                                                               | jap. 南方軍, Nampō-gun             | 1941–1945 | Saigon        | Südostasien, Südwestpazifik |
| Zentrales Verteidigungskommando                                                        | jap. 防衛総司令部, Bōei Sōshireibu | 1941–1945 | Tokio         | Japanisches Kaiserreich     |
| Im April 1945 wurde das Zentrale Verteidigungskommando in drei Hauptarmeen aufgeteilt: |                                    |           |               |                             |
| 1. Hauptarmee                                                                          | jap. 第1総軍, dai-ichi sōgun       | 1945      | Tokio         | Ostjapan                    |
| 2. Hauptarmee                                                                          | jap. 第2総軍, dai-ni sōgun         | 1945      | Hiroshima     | Westjapan                   |
| Lufthauptarmee                                                                         | jap. 航空総軍, kōkū sōgun          | 1945      | Tokio         | Japanisches Kaiserreich     |